# هوبرگ، میسوری
هوبرگ (به انگلیسی: Hoberg) یک روستا (ایالات متحده آمریکا) در ایالات متحده آمریکا است که در شهرستان لارنس، میزوری واقع شده‌است.
 هوبرگ ۰٫۱۴ کیلومتر مربع مساحت و ۵۶ نفر جمعیت دارد و ۳۵۵ متر بالاتر از سطح دریا واقع شده‌است.